# カドス・コーポレーション
株式会社カドス・コーポレーション（Cados Corporation）は、山口県山口市に本社を置く建設業者。東京証券取引所スタンダード市場上場。

## 概要
1998年11月に山口県小郡町（現在の山口市）にて創業。翌1999年2月に法人へ改組されたと同時に建築設計事務所業務を開始。山口県・広島県・岡山県・福岡県北部を営業エリアとして、独自のシステムである「カドスLANシステム」による流通店舗の設計・施工や自社建築物件の賃貸などを行っている。
流通店舗の設計・施工に関しては、他社とは異なり、土地の有効活用を考えている土地オーナーとの関係をベースとして、土地オーナーのニーズを踏まえた土地の活用方法を見出し､出店候補地を探索しているテナント企業に対して店舗設計プランをセットにして土地の情報を提供させ､建設請負と不動産事業の両面から柔軟に様々なスキームを織り交ぜて両者のマッチングにつなげるという方法で設計・施工を行っている。

## 沿革
- 1998年11月 - 山口県小郡町にて杉田茂樹が個人で創業。
- 1999年
  - 2月 - 有限会社カドス・コーポレーションとして法人へ改組。建築設計事務所業務を開始。
  - 3月 - 一般建設業許可を取得。
- 2000年6月 - 自社物件の賃貸を開始。
- 2002年11月 - 宅地建物取引業許可を取得。
- 2004年
  - 2月 - 株式会社カドス・コーポレーションとして株式会社へ改組。
  - 8月 - 特定建設業許可を取得。
  - 12月 - 子会社として有限会社アトレ・エステートを設立。
- 2019年8月 - 有限会社アトレ・エステートを吸収合併。
- 2024年7月 - 東京証券取引所スタンダード市場に上場[4]。

## 事業所
- 本社 - 山口県山口市小郡黄金町7-17
- 広島営業所 - 広島県広島市安佐南区八木5丁目5番16号
- 福山営業所 - 広島県福山市手城町4丁目33番27号